# パット・コックス
パット・コックス（Pat Cox、Pádraig Mac an Choiligh、1952年11月28日 - ）は、アイルランドの政治家、テレビ番組の時事問題の司会者。1989年から2004年まで欧州議会議員を務め、2002年から2004年にかけては欧州議会議長も務めていた。
ダブリンで生まれリムリックで育ったコックスは Ardscoil Ris, Limerick、ダブリン大学トリニティ・カレッジで教育を受けていく。当初コックスはジャーナリストとして才能を表し、その後アイルランド放送協会で時事問題を扱っていた1980年代の番組 Today Tonight の司会者を務めた。その後コックスは Today Tonight を降りて選挙に出る。1989年に進歩民主党からマンスター選挙区で立候補して欧州議会議員に当選する。1992年の総選挙ではコーク県の選挙区から立候補してドイル・エアラン議員に当選する。
デスモンド・オマリーが1993年に党首の座を退いたことを受けてコックスは党首選挙に立候補するが、メアリー・ハーネイに敗れ副党首に就任する。
1994年、コックスは欧州議会の議席を巡る対立により進歩民主党を離党する。コックスは1994年の選挙において、マンスターに大きな基盤を持つオマリーとのあいだでどちらが党の候補者となるかということを争いたくなかったのである。ところがコックスは最終的に党の公認争いに敗れ、無所属で立候補して議席を勝ち取ることを選択した。この選挙で当選したコックスはドイル・エアラン議員を辞職する。
1998年、コックスは欧州議会の院内会派である欧州自由民主改革党グループの代表に選出され、また1999年の改選直後にも全会一致で代表に再選される。その後2002年1月15日、欧州人民党グループと欧州自由民主改革党グループとのあいだでのかねてからの合意により、コックスは欧州議会議長に就任し、そのため院内会派代表職を辞任する。
2004年5月20日、コックスは欧州連合の拡大と欧州連合における民主主義の深化に対する取り組みが評価され、アーヘン市からカール大帝賞を授賞される。
2004年の改選でコックスは立候補しなかった。その後コックスはダブリンに拠点を置くシンクタンク Institute of International and European Affairs の名誉委員を務めている。また2006年にはヨーロッパ連邦主義を唱える国際的ロビー団体「ヨーロッパ運動」の代表に選出された。